# Tegumi
Tegumi (jap. 手組; umgekehrte Reihenfolge wie in Kumite) bezeichnet den Ringkampf Okinawas. Neben seiner Existenz als eigenständige Budō-Art, nämlich als dritte Ryūkyū-Art neben Karate und Kobudō, wurde er auch im Karate eingebunden und ist immer noch in verschiedenen Kata anzutreffen.